# Ringer-Junioreneuropameisterschaften 2011
Die Ringer-Junioreneuropameisterschaften 2011 fanden im Juni 2011 in Zrenjanin, Serbien statt.

## Junioren, griechisch-römisch

### Ergebnisse
| Klasse  | Gold                | Silber             | Bronze                               |
| ------- | ------------------- | ------------------ | ------------------------------------ |
| -50 kg  | Wilajat Gahramanli  | Nika Zezchaladse   | Deniz Menekse Tolgahan Karatas       |
| -55 kg  | Eldanis Asisli      | Andrei Pikuza      | Narek Chatchatarjan Nikolai Witschew |
| -60 kg  | Asker Orschokdugow  | Rowschan Taghijew  | Mate Krasznai Emre Aslan             |
| -66 kg  | Magomed Tschuchalow | Satschino Dawitaia | Rasul Tschunajew Dogan Göktas        |
| -74 kg  | Islam Tscharajew    | Ismail Kocaslan    | Kazbek Kilow Surab Datunaschwili     |
| -84 kg  | Schan Belenjuk      | Ramsin Azizsir     | Mowsar Dugutschijew Aslan Atem       |
| -96 kg  | György Rizmajer     | Artur Aleksanjan   | Metehan Başar Sandro Dichaminjia     |
| -120 kg | Wassili Parschin    | Bayram Nigar       | Ihor Didyk Bálint Lám                |

### Medaillenspiegel
| Rang | Land          | Gold | Silber | Bronze |
| ---- | ------------- | ---- | ------ | ------ |
| 1    | Russland      | 4    | 0      | 1      |
| 2    | Aserbaidschan | 2    | 1      | 1      |
| 3    | Ungarn        | 1    | 0      | 2      |
| 4    | Ukraine       | 1    | 0      | 1      |
| 5    | Türkei        | 0    | 2      | 5      |
| 6    | Georgien      | 0    | 2      | 2      |
| 7    | Armenien      | 0    | 1      | 1      |
|      | Deutschland   | 0    | 1      | 1      |
|      | Belarus       | 0    | 1      | 1      |
| 10   | Bulgarien     | 0    | 0      | 1      |

## Junioren, freier Stil

### Ergebnisse
| Klasse  | Gold                        | Silber              | Bronze                                   |
| ------- | --------------------------- | ------------------- | ---------------------------------------- |
| -50 kg  | Aldar Balzhinimajew         | Gheorgi Costin      | Mirjalal Hasan-Zadeh Marc Luithle        |
| -55 kg  | Wladimer Chintschegaschwili | Arsen Kuramagomedow | Garib Alijew Matewos Sarojan             |
| -60 kg  | Ömer Uzan                   | Haji Alijew         | Tengis Tschotschiswili Rafal Statkiewicz |
| -66 kg  | Majmirsa Chadisow           | Magomed Muslimow    | Mustafa Kaya Grigor Grigorjan            |
| -74 kg  | Abdulkadir Özmen            | Beka Petriaschwili  | Witali Zhukow Schamil Katinowasw         |
| -84 kg  | Dato Marsagischwili         | Wahe Tamrasjan      | Albert Zipinow Zbigniew Baranowski       |
| -96 kg  | Aslanbek Alborov            | Batras Gatzajew     | Tedore Ebanoidse Hleb Kutew              |
| -120 kg | Igor Dsijatko               | Aslan Dsebischow    | Wjatscheslaw Musajew Geno Petriaschwili  |

### Medaillenspiegel
| Rang | Land          | Gold | Silber | Bronze |
| ---- | ------------- | ---- | ------ | ------ |
| 1    | Russland      | 2    | 2      | 2      |
| 2    | Georgien      | 2    | 1      | 3      |
| 3    | Türkei        | 2    | 0      | 1      |
| 4    | Aserbaidschan | 1    | 3      | 2      |
| 5    | Belarus       | 1    | 0      | 0      |
| 6    | Armenien      | 0    | 1      | 2      |
| 7    | Moldau        | 0    | 1      | 0      |
| 8    | Ukraine       | 0    | 0      | 3      |
| 9    | Polen         | 0    | 0      | 2      |
| 10   | Deutschland   | 0    | 0      | 1      |

## Juniorinnen, freier Stil

### Ergebnisse
| Klasse | Gold                         | Silber              | Bronze                                  |
| ------ | ---------------------------- | ------------------- | --------------------------------------- |
| -44 kg | Nadeschda Fedorowa           | Anna Bogunenko      | Josefina Fredriksen Marsiget Bagomedowa |
| -48 kg | Tatjana Samkowa              | Nina Hemmer         | Wanessa Kaladsinskaja Emilia Vuc        |
| -51 kg | Petra Olli                   | Patimat Bagomedowa  | Elena Turcan Katrin Henke               |
| -55 kg | Maria Prevolaraki            | Tatiana Debien      | Eileen Friedrich Salina Sidakowa        |
| -59 kg | Mariana Esanu                | Adeline Vescan      | Swetlana Lipanowa Dzhanan Ahmed         |
| -63 kg | Julia Alborowa               | Anastassia Hutschok | Tajbe Jusein Tatjana Lawrentschuk       |
| -67 kg | Alina Stadnyk-Machynja       | Oksana Nagornych    | Galina Lewtschenko Maria Selmaier       |
| -72 kg | Natalja Witaljewna Worobjowa | Cynthia Vescan      | Epp Mäe Una Tuba                        |

### Medaillenspiegel
| Rang | Land          | Gold | Silber | Bronze |
| ---- | ------------- | ---- | ------ | ------ |
| 1    | Russland      | 4    | 1      | 1      |
| 2    | Ukraine       | 1    | 1      | 1      |
| 3    | Moldau        | 1    | 0      | 1      |
| 4    | Finnland      | 1    | 0      | 0      |
|      | Griechenland  | 1    | 0      | 0      |
| 6    | Frankreich    | 0    | 3      | 0      |
| 7    | Belarus       | 0    | 1      | 3      |
|      | Deutschland   | 0    | 1      | 3      |
| 9    | Aserbaidschan | 0    | 1      | 1      |
| 10   | Bulgarien     | 0    | 0      | 2      |
| 11   | Rumänien      | 0    | 0      | 1      |
|      | Schweden      | 0    | 0      | 1      |
|      | Estland       | 0    | 0      | 1      |
|      | Serbien       | 0    | 0      | 1      |